# Brother Louie (bài hát của Modern Talking)
"Brother Louie" là đĩa đơn đầu tiên từ album thứ ba Ready for Romance của Modern Talking.

## Danh sách bản nhạc
- Đĩa đơn maxi 12 inch Đức

1. "Brother Louie" (Special Long Version) – 5:20
2. "Brother Louie" (Instrumental) – 4:06

- Đĩa đơn maxi 7 inch Đức

1. "Brother Louie" – 3:41
2. "Brother Louie" (Instrumental) – 4:06

- Đĩa đơn maxi 12 inch Anh Quốc

1. "Brother Louie" (Special Long Version) – 5:15
2. "Doctor for My Heart" – 3:16
3. "Brother Louie" (Instrumental) – 4:06

- Đĩa đơn 7 inch Anh Quốc

1. "Brother Louie" – 3:41
2. "Brother Louie" (Instrumental) – 4:06

## Bảng xếp hạng

### Bảng xếp hạng hàng tuần
| Bảng xếp hạng (1986)               | Vị trí cao nhất |
| ---------------------------------- | --------------- |
| Áo (Ö3 Austria Top 40)             | 2               |
| Bỉ (Ultratop 50 Flanders)          | 5               |
| Canada Top Singles (RPM)           | 67              |
| Đan Mạch (IFPI)                    | 2               |
| Châu Âu (European Hot 100 Singles) | 6               |
| Phần Lan (Suomen virallinen lista) | 1               |
| Pháp (SNEP)                        | 6               |
| Hy Lạp (IFPI)                      | 1               |
| Ireland (IRMA)                     | 2               |
| Hà Lan (Dutch Top 40)              | 20              |
| Hà Lan (Single Top 100)            | 16              |
| Na Uy (VG-lista)                   | 8               |
| Nam Phi (Springbok Radio)          | 1               |
| Tây Ban Nha (AFYVE)                | 1               |
| Thụy Điển (Sverigetopplistan)      | 1               |
| Thụy Sĩ (Schweizer Hitparade)      | 2               |
| Anh Quốc (OCC)                     | 4               |
| Tây Đức (Official German Charts)   | 1               |

| Bảng xếp hạng (2022)    | Vị trí cao nhất |
| ----------------------- | --------------- |
| Hungary (Single Top 40) | 15              |

### Bảng xếp hạng cuối năm
| Bảng xếp hạng (1986)               | Vị trí |
| ---------------------------------- | ------ |
| Áo (Ö3 Austria Top 40)             | 23     |
| Bỉ (Ultratop 50 Flanders)          | 28     |
| Châu Âu (European Hot 100 Singles) | 7      |
| Nam Phi (Springbok Radio)          | 2      |
| Thụy Sĩ (Schweizer Hitparade)      | 25     |
| Anh Quốc Singles (OCC)             | 56     |
| Tây Đức (Official German Charts)   | 14     |

| Bảng xếp hạng (1985–1989)          | Vị trí |
| ---------------------------------- | ------ |
| Châu Âu (European Hot 100 Singles) | 92     |

## Chứng nhận
| Quốc gia | Chứng nhận | Số đơn vị/doanh số chứng nhận |
| --- | ---------- | ----------------------------- |
| Bỉ (BEA) | Vàng       | 100,000                       |
| Pháp (SNEP) | Bạc        | 250.000*                      |
| Tây Ban Nha (PROMUSICAE) | Vàng       | 30.000‡                       |
| Anh Quốc (BPI) | Bạc        | 250.000^                      |
| * Chứng nhận dựa theo doanh số tiêu thụ. ^ Chứng nhận dựa theo doanh số nhập hàng. ‡ Chứng nhận dựa theo doanh số tiêu thụ và phát trực tuyến. |            |                               |

## "Brother Louie '98"
"Brother Louie '98" là đĩa đơn thứ hai từ album thứ bảy Back for Good của Modern Talking và cũng là đĩa đơn thứ hai sau khi họ tái hợp.

### Danh sách bản nhạc
- CD maxi single

1. "Brother Louie '98" (Radio Edit) – 3:23
2. "Brother Louie '98" – 3:35
3. "Brother Louie '98" (Extended Version) – 4:11
4. "Cheri Cheri Lady '98" (Extended Version) – 4:26

### Bảng xếp hạng

#### Bảng xếp hạng hàng tuần
| Bảng xếp hạng (1998)                | Vị trí cao nhất |
| ----------------------------------- | --------------- |
| Áo (Ö3 Austria Top 40)              | 17              |
| Bỉ (Ultratip Flanders)              | 7               |
| Bỉ (Ultratop 50 Wallonia)           | 26              |
| Châu Âu (Eurochart Hot 100 Singles) | 13              |
| Pháp (SNEP)                         | 2               |
| Đức (GfK)                           | 16              |
| Hungary (MAHASZ)                    | 1               |
| Hà Lan (Dutch Top 40 Tipparade)     | 2               |
| Hà Lan (Single Top 100)             | 51              |
| Ba Lan (Music & Media)              | 3               |
| Tây Ban Nha (AFYVE)                 | 2               |
| Thụy Điển (Sverigetopplistan)       | 9               |
| Thụy Sĩ (Schweizer Hitparade)       | 21              |

#### Bảng xếp hang cuối năm
| Bảng xếp hạng (1998)          | Vị trí |
| ----------------------------- | ------ |
| Pháp (SNEP)                   | 34     |
| Thụy Điển (Sverigetopplistan) | 60     |

### Chứng nhận
| Quốc gia                                 | Chứng nhận | Số đơn vị/doanh số chứng nhận |
| ---------------------------------------- | ---------- | ----------------------------- |
| Pháp (SNEP)                              | Vàng       | 250.000*                      |
| * Chứng nhận dựa theo doanh số tiêu thụ. |            |                               |

## "Brother Louie '99"

### Danh sách bản nhạc
- Đĩa đơn maxi CD maxi

1. "Brother Louie '99" (DJ Cappiccio Radio Mix) – 3:54
2. "Brother Louie '99" (DJ Cappiccio Extended Mix) – 7:33
3. "Brother Louie '99" (Metro Club Mix) – 6:14

- Đĩa đơn 12 inch

1. "Brother Louie '99" (DJ Cappiccio 12" Mix) – 7:35
2. "Brother Louie '99" (DJ Cappiccio Radio Mix) – 3:54
3. "Brother Louie '99" (DJ Cappiccio Instrumental) – 7:34
4. "Brother Louie '99" (DJ Cappicio Acapella) – 6:47

- Đĩa đơn 2× 12 inch

1. "Brother Louie '99" (Metro Club Mix) – 6:13
2. "Brother Louie '99" (Metro Radio Mix) – 3:48
3. "Brother Louie '99" (Paul Masterson Club Mix) – 6:39
4. "Brother Louie '99" (Paul Masterson Dub) – 6:26